# Saintes (Belgien)

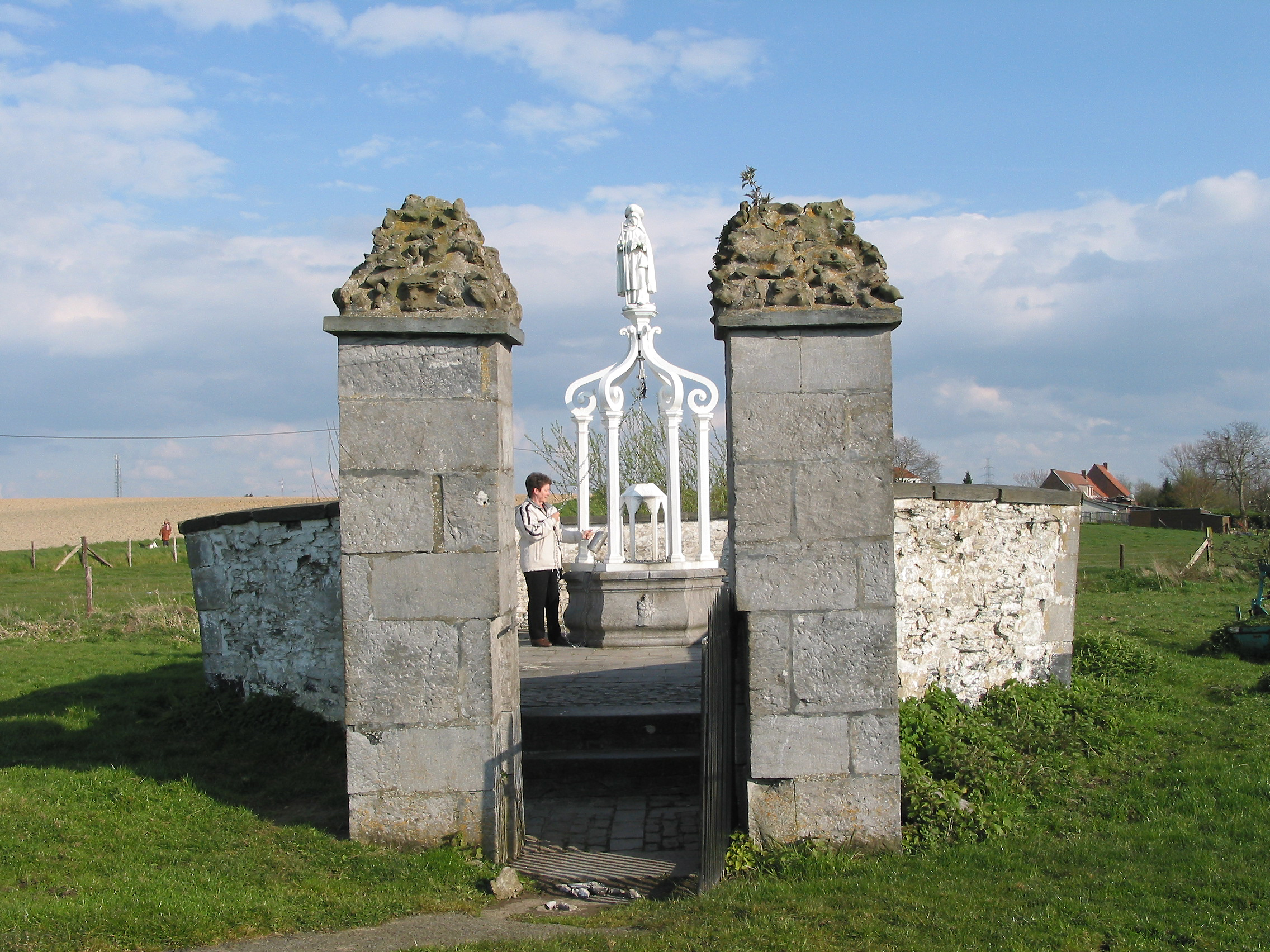
Die Fontaine Sainte-Renelde (1821)

Saintes (niederländisch: Sint-Renelde, wallonisch: Sinternele) ist ein Ortsteil der belgischen Gemeinde Tubize (Tubeke) an der flämisch-wallonischen Sprachgrenze südwestlich von Brüssel.

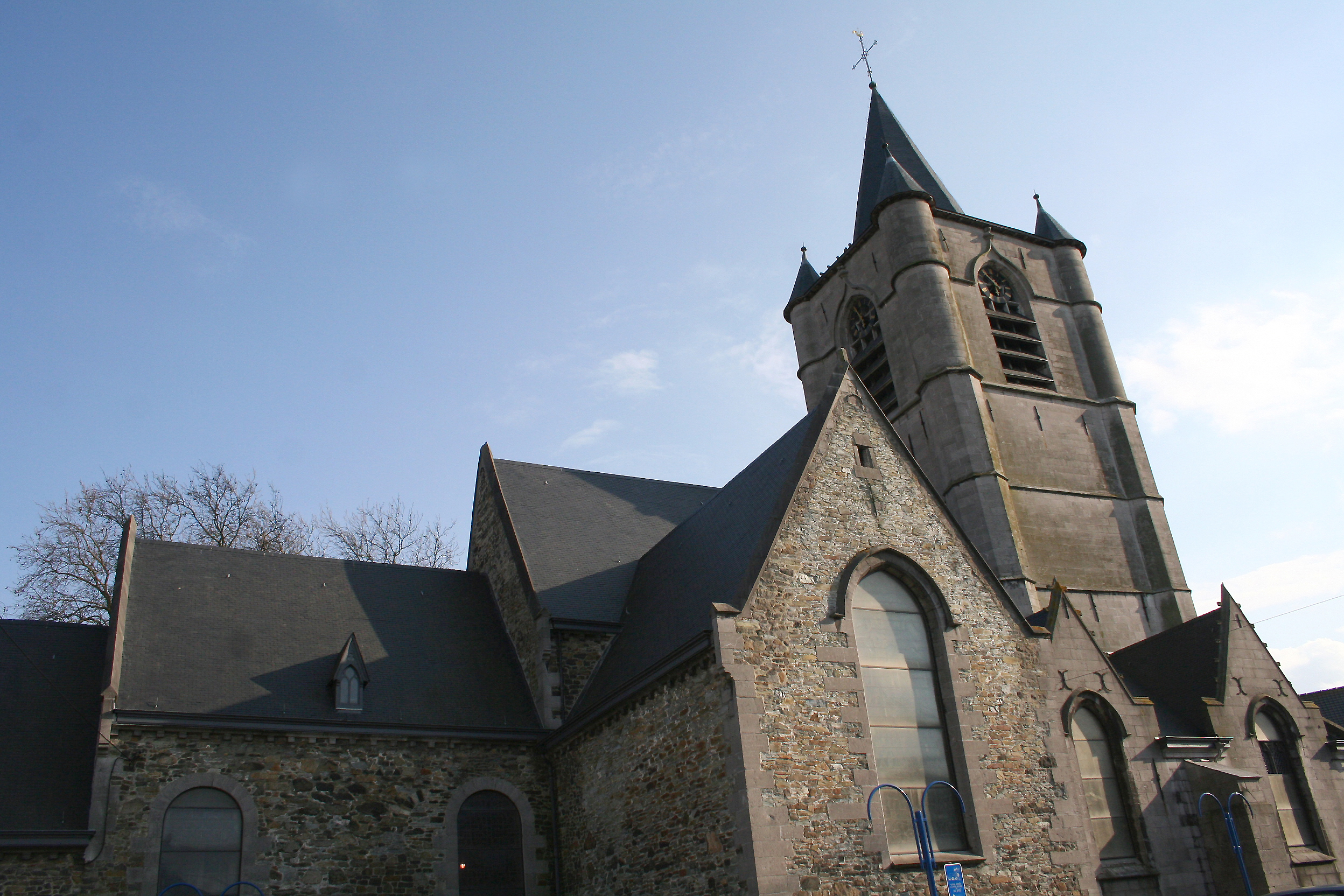
Die Pfarrkirche

Saintes war eine eigenständige Gemeinde, bis sie 1977 im Rahmen einer Gemeindereform weitgehend mit Tubize zusammengelegt wurde. Ein kleinerer Teil, darunter Wisbecq (Wisbeke), wurde der neu gebildeten Gemeinde Rebecq zugeschlagen.